# 艾倫 (內布拉斯加州)
艾倫（英語：Allen）是位於美國內布拉斯加州迪克森縣的村。

## 人口
根據2020年美國人口普查的數據，艾倫的面積為0.96平方千米，皆為陸地。當地共有人口355人，而人口密度為每平方千米370人。